# Ciparski nogometni savez
Ciparski nogometni savez (grč.: Κυπριακή Ομοσπονδία Ποδοσφαίρου, tur.: Kıbrıs Futbol Federasyonu) je glavno nogometno tijelo Cipra sa sjedištem u Nikoziji. 

## Povijest
Početkom 20. stolječa Britanci su doveli organizirani nogomet na Cipar. U početku nogomet se igrao u školama i postao je izuzetno popularan. Nakon osnivanja nekoliko klubova, dogovorili su se isti da je potrebno službeno tijelo kako bi se reguliraro nogomet na otoku. 23. rujna 1934. osam klubova osnovali su Ciparski nogometni savez: AEL Limassol, Anorthosis Famagusta, APOEL, Aris Limassol, EPA Larnaca, Olympiakos Nicosia, Lefkoşa Türk Spor Kulübü i Trust.  Savez je postao član FIFA-e u 1948. i UEFA-e u 1962.

## Vanjske poveznice
- Službena stranica
- Cipar na stranicama UEFA-e
- Cipar  Arhivirana inačica izvorne stranice od 18. svibnja 2018. (Wayback Machine) na stranicama FIFA-e